# Dong-gu (Daegu)
Dong-gu (koreanisch 동구) ist einer der acht Stadtteile von Daegu und hat 347.376 Einwohner (Stand: 2019). Es handelt sich dabei um einen nordöstlichen Bezirk der Stadt. Wörtlich übersetzt bedeutet der Name Ostbezirk. Der Bezirk grenzt im Uhrzeigersinn an die Stadtteile Suseong-gu, Jung-gu und Buk-gu.

## Verwaltung

Verwaltungseinheiten des Dong-gu

Dong-gu besteht aus 11 dong (Teilbezirke).
Als Bezirksbürgermeister amtiert Bae Gi-cheol (배기철). Er gehört der Mirae-tonghap-Partei an.

## Persönlichkeiten
- Ban Hyo-jin (* 2007), Sportschützin